# Pierre Klees
Pierre Klees, né le 20 juin 1933 à Uccle et mort le 12 avril 2022 dans la même ville, est un ingénieur électro-mécanicien et chef d'entreprise belge.

## Biographie
Né en 1933, Pierre Klees a fait la plus grande partie de sa carrière aux ACEC de Charleroi. Il y a piloté la création de l'industrie électronucléaire belge qui assure, au début du XXIe siècle, 60 % de la production électrique du pays. Il est diplômé de l'Université libre de Bruxelles (ULB). À partir de 1971, il dispense un cours de « Centrales électriques nucléaires » à la faculté des Sciences appliquées de l’ULB.
D'origine bruxelloise, ce polyglotte, qui a su préserver une sensibilité de gauche qu'il doit à un grand-père militant socialiste, compte dans sa famille un illustre résistant, Jean Guillissen, physicien, assistant du professeur Auguste Piccard et Paul Kipfer, membre du groupement des Partisans, auteur de nombreux sabotages et fusillé par les allemands le long du canal de Gand à Terneuse, le 9 mai 1942, jour de la fête des mères. Lors de son arrestation il avait blessé par balles un officier allemand. Pierre Klees a été le président du patronat wallon avant de présider au développement de l'aéroport de Bruxelles National et d'occuper d'importantes fonctions, à la Poste dont il fut Président de 2000 à 2005[réf. nécessaire].
En 2011, il est président du groupe Vinçotte et vice-président de la Commission Energie 2030, qui est chargée de redéfinir la politique énergétique de la Belgique.
Souvent décrit comme l'un des pères du nucléaire civil belge, il est également connu pour son engagement dans la franc-maçonnerie, il a été grand maître du Grand Orient de Belgique de 1996 à 1999. Pierre Klees décède le 12 avril 2022, à l'age de 88 ans.